# Хью-Лоу, Кимберли
Кимберли Хью-Лоу (англ. Kimberley Hew-Low; родилась 19 апреля 1994) — австралийская фигуристка, выступающая в танцах на льду. В паре с Тимоти Маккернаном становилась бронзовой призёркой чемпионата Австралии (2017), участницей чемпионата четырёх континентов (2017) и турниров серии «Челленджер».

## Карьера
Кимберли Хью-Лоу родилась 19 апреля 1994 года в пригороде Сиднея, в семье выходцев из Малайзии. В детстве посещала секции балета и гимнастики. В четырнадцать лет перевелась в новую школу, рядом с которой располагался каток, где начала занятия фигурным катанием. Обучалась в Мичиганском университете по основной специальности английский язык и политология.
В сезоне 2010/2011 Кимберли и её партнёр по танцам на льду Кэмерон Хеммерт стали чемпионами Австралии в юниорской категории. После чего отправились на  чемпионат мира среди юниоров, на котором не сумели пройти в основную часть турнира, завершив выступления на предварительной стадии. Пара тренировалась в Сиднее и Сан-Хосе у Сергея Пономаренко и Марины Климовой.
В 2016 году Хью-Лоу начала кататься совместно с американским фигуристом Тимоти Маккернаном. В качестве наставников с дуэтом работали Марина Зуева, Олег Эпштейн  и Массимо Скали. В дебютном сезоне пара завоевала бронзу национального чемпионата Австралии, и по решению местной Федерации фигурного катания была выбрана в состав сборной на чемпионат четырёх континентов, проходивший в Ледовом дворце Каннын. На старте следующего сезона Кимберли и Тимоти выступили с новыми постановками на соревнованиях в Лейк-Плэсиде, а также стали участниками турниров серии «Челленджер». В 2018 году пара заявила о прекращении сотрудничества.

## Программы
| Сезон     | Короткий танец                                                          | Произвольный танец                                                                                            |
| --------- | ----------------------------------------------------------------------- | --- |
| 2017–2018 | - Румба: «Safari» Джей Бальвин - Самба: «Watch Out For This» Дэдди Янки | - «Exogenesis: Symphony Part 3 (Redemption)» Muse                                                             |
| 2016–2017 | - Блюз: «Flashing Lights» Канье Уэст - Хип-хоп: «Famous» Канье Уэст     | - «The Verdict» Эннио Морриконе - «Green Leaves of Summer» Ник Перито - «Rabbia e tarantella» Эннио Морриконе |

## Результаты
(с Тимоти Маккернаном)
| Соревнования                      | 16/17         | 17/18         |
| Международные                     | Международные | Международные |
| --------------------------------- | ------------- | ------------- |
| Чемпионат четырёх континентов     | 16            |               |
| Челленджер. Золотой конёк Загреба | 15            |               |
| Volvo Open Cup                    | 8             |               |
| NRW Trophy                        | 9             |               |
| Челленджер. Warsaw Cup            |               | 14            |
| Челленджер. Nebelhorn Trophy      |               | 17            |
| Челленджер. Мемориал Непелы       |               | 13            |
| Lake Placid Ice Dance             |               | 15            |
| Национальные                      |               |               |
| Чемпионат Австралии               | 3             |               |

(с Кэмероном Хеммертом)
| Соревнования                | 10/11                       |
| Международные среди юниоров | Международные среди юниоров |
| --------------------------- | --------------------------- |
| Чемпионат мира              | 32                          |
| Национальные среди юниоров  |                             |
| Чемпионат Австралии         | 1                           |